# Liga I 2016-2017
La Liga I 2016-2017 è stata la 99ª edizione della massima serie del campionato rumeno di calcio.

## Stagione

### Novità
Per il secondo anno consecutivo partecipano al torneo 14 squadre. Dalla Liga I 2015-2016 è retrocesso il Petrolul Ploiești. Dalla Liga II 2015-2016 erano stati promossi il Rapid Bucarest, vincitore della Seria I, e il Gaz Metan Mediaș, vincitore della Seria II. Delle due squadre è stato promosso solo il Gaz Metan Mediaș. Al posto del Rapid Bucarest, escluso per inadempienze finanziarie, è stato riammesso in massima serie il Poli Timișoara, retrocesso sul campo insieme al Petrolul Ploiești.

### Formula
Il campionato si svolge in due fasi: nella prima le quattordici squadre si affrontano in un girone di andata e ritorno, per un totale di 26 giornate. Successivamente le squadre vengono divise in due gruppi in base alla classifica: le prime sei formano un nuovo girone e competono per il titolo e la qualificazione alle competizioni europee; le ultime otto invece lottano per non retrocedere in Liga II. Le ultime due squadre retrocederanno direttamente in Liga II, mentre la terz'ultima giocherà uno spareggio promozione-retrocessione.
Al termine della competizione, le squadre classificate ai primi due posti si qualificherà per il terzo turno della UEFA Champions League 2017-2018. Le squadre classificate al terzo ed al quarto posto si qualificheranno, rispettivamente, per il terzo e per il secondo turno della UEFA Europa League 2017-2018.
Il 22 luglio 2016 il Clubul Sportiv Municipal Studențesc Iași ha cambiato nome in Clubul Sportiv Municipal Politehnica Iași.

## Squadre partecipanti

### Squadre
| Club                      | Città       | Stadio                          | Stagione 2015-2016            |
| ------------------------- | ----------- | ------------------------------- | ----------------------------- |
| Astra Giurgiu             | Giurgiu     | Stadio Marin Anastasovici       | Campione di Romania           |
| Botoșani                  | Botoșani    | Stadio Municipal                | 9º posto in Liga I            |
| CFR Cluj                  | Cluj-Napoca | Stadio Dr. Constantin Rădulescu | 10º posto in Liga I           |
| Concordia Chiajna         | Chiajna     | Stadio Concordia                | 11º posto in Liga I           |
| FC Politehnica Iași       | Iași        | Stadio Emil Alexandrescu        | 7º posto in Liga I            |
| U Craiova                 | Craiova     | Stadionul Ion Oblemenco         | 8º posto in Liga I            |
| Dinamo Bucarest           | Bucarest    | Stadio Dinamo                   | 4º posto in Liga I            |
| Gaz Metan Mediaș          | Mediaș      | Stadio Gaz Metan                | 1º posto in Liga II, Seria II |
| Pandurii                  | Târgu Jiu   | Stadio Tudor Vladimirescu       | 3º posto in Liga I            |
| SSU Politehnica Timișoara | Timișoara   | Stadionul Dan Păltinișanu       | 13º posto in Liga I           |
| Steaua Bucarest           | Bucarest    | Stadio Steaua                   | 2º posto in Liga I            |
| Târgu Mureș               | Târgu Mureș | Stadionul Trans-Sil             | 6º posto in Liga I            |
| Viitorul Costanza         | Costanza    | Stadio Viitorul (Ovidiu)        | 5º posto in Liga I            |
| Voluntari                 | Voluntari   | Stadionul Dinamo                | 12º posto in Liga I           |

### Capitani e allenatori
| Squadra              | Allenatore                     | Capitano            | Sponsor tecnico | Sponsor                     |
| -------------------- | ------------------------------ | ------------------- | --------------- | --------------------------- |
| Astra Giurgiu        | Marius Șumudică                | Júnior Morais       | Joma            | Tinmar                      |
| Botoșani             | Leontin Grozavu                | Gabriel Vașvari     | Nike            | Elsaco                      |
| CFR Cluj             | Vasile Miriuță                 | Camora              | Masita          | EnergoBit                   |
| Concordia Chiajna    | Emil Săndoi Dan Alexa          | Cristian Bălgrădean | Lotto           | —                           |
| CSM Politehnica Iași | Nicolò Napoli Eugen Neagoe     | Ionuț Voicu         | Nike            | Blue Air                    |
| CS U Craiova         | Gheorghe Mulțescu              | Bogdan Vătăjelu     | Joma            | —                           |
| Dinamo București     | Ioan Andone Cosmin Contra      | Miha Mevlja         | Nike            | Orange                      |
| Gaz Metan Mediaș     | Cristian Pustai                | Ionuț Buzean        | Joma            | Romgaz                      |
| Pandurii Târgu Jiu   | Petre Grigoraș Flavius Stoican | Bogdan Ungurușan    | Nike            | Artego                      |
| ACS Poli Timișoara   | Ionuț Popa                     | Marius Croitoru     | Joma            | Casa Rusu                   |
| Steaua București     | Laurențiu Reghecampf           | Mihai Pintilii      | Nike            | City Insurance              |
| Târgu Mureș          | Dan Alexa Ionel Ganea          | Gabriel Mureșan     | Joma            | energo+                     |
| Viitorul Constanța   | Gheorghe Hagi                  | Romario Benzar      | Nike            | Lotto Snacks                |
| Voluntari            | Dinu Todoran Claudiu Niculescu | Vasile Maftei       | Puma            | Primăria Orașului Voluntari |

### Cambi tecnici
| Squadra            | Allenatore partente       | Modalità                               | Data del cambio  | Posizione in classifica | Nuovo allenatore          | Data di nomina   |
| ------------------ | ------------------------- | -------------------------------------- | ---------------- | ----------------------- | ------------------------- | ---------------- |
| Dinamo București   | Mircea Rednic             | Risoluzione consensuale                | 20 maggio 2016   | Pre-campionato          | Ioan Andone               | 23 maggio 2016   |
| CS U Craiova       | Victor Naicu              | Fine contratto                         | 31 maggio 2016   | Pre-campionato          | Gheorghe Mulțescu         | 9 giugno 2016    |
| Târgu Mureș        | George Ciorceri           | Fine contratto                         | 31 maggio 2016   | Pre-campionato          | Dario Bonetti             | 17 giugno 2016   |
| Pandurii Târgu Jiu | Edward Iordănescu         | Fine contratto                         | 31 maggio 2016   | Pre-campionato          | Petre Grigoraș            | 26 giugno 2016   |
| Concordia Chiajna  | Adrian Falub              | Fine contratto                         | 31 maggio 2016   | Pre-campionato          | Emil Săndoi               | 28 giugno 2016   |
| CFR Cluj           | Toni Conceição            | Risoluzione consensuale                | 27 giugno 2016   | Pre-campionato          | Vasile Miriuță            | 27 giugno 2016   |
| Târgu Mureș        | Dario Bonetti             | Risoluzione consensuale                | 6 agosto 2016    | 13                      | Dan Alexa                 | 11 agosto 2016   |
| CSM Poli Iași      | Nicolò Napoli             | Esonero                                | 7 ottobre 2016   | 9                       | Eugen Neagoe              | 8 ottobre 2016   |
| Concordia Chiajna  | Emil Săndoi               | Risoluzione consensuale                | 5 novembre 2016  | 11                      | Emil Ursu (traghettatore) | 6 novembre 2016  |
| Concordia Chiajna  | Emil Ursu (traghettatore) | Termine del periodo come traghettatore | 23 dicembre 2016 | 12                      | Dan Alexa                 | 23 dicembre 2016 |
| Târgu Mureș        | Dan Alexa                 | Risoluzione consensuale                | 22 dicembre 2016 | 13                      | Ilie Stan                 | 28 dicembre 2016 |
| Pandurii Târgu Jiu | Petre Grigoraș            | Esonero                                | 9 gennaio 2017   | 11                      | Flavius Stoican           | 11 gennaio 2017  |
| Dinamo București   | Ioan Andone               | Esonero                                | 14 febbraio 2017 | 6                       | Cosmin Contra             | 17 febbraio 2017 |
| Târgu Mureș        | Ilie Stan                 | Risoluzione consensuale                | 20 giugno 2017   | 14                      | Ionuț Chirilă             | 24 marzo 2017    |
| Voluntari          | Dinu Todoran              | Risoluzione consensuale                | 2 aprile 2017    | 10                      | Claudiu Niculescu         | 3 aprile 2017    |
| Târgu Mureș        | Ionuț Chirilă             | Esonero                                | 12 aprile 2017   | 14                      | Ionel Ganea               | 15 aprile 2017   |

## Prima fase

### Classifica finale
|  | Pos. | Squadra                   | Pt | G  | V  | N | P  | GF | GS | DR  |
|  | ---- | ------------------------- | -- | -- | -- | - | -- | -- | -- | --- |
|  | 1.   | Viitorul Costanza         | 51 | 26 | 16 | 3 | 7  | 39 | 22 | +17 |
|  | 2.   | Steaua Bucarest           | 47 | 26 | 13 | 8 | 5  | 34 | 22 | +12 |
|  | 3.   | Astra Giurgiu             | 44 | 26 | 13 | 5 | 8  | 32 | 28 | +4  |
|  | 4.   | CFR Cluj                  | 43 | 26 | 14 | 7 | 5  | 42 | 23 | +19 |
|  | 5.   | U Craiova                 | 43 | 26 | 13 | 4 | 9  | 36 | 26 | +10 |
|  | 6.   | Dinamo Bucarest           | 41 | 26 | 12 | 5 | 9  | 40 | 33 | +7  |
|  | 7.   | Gaz Metan Mediaș          | 39 | 26 | 10 | 9 | 7  | 36 | 27 | +9  |
|  | 8.   | Botoșani                  | 32 | 26 | 9  | 5 | 12 | 30 | 31 | -1  |
|  | 9.   | Voluntari                 | 30 | 26 | 8  | 6 | 12 | 30 | 37 | -7  |
|  | 10.  | FC Politehnica Iași       | 29 | 26 | 8  | 5 | 13 | 28 | 31 | -3  |
|  | 11.  | Concordia Chiajna         | 25 | 26 | 6  | 7 | 13 | 17 | 32 | -15 |
|  | 12.  | Pandurii                  | 19 | 26 | 6  | 7 | 13 | 24 | 42 | -18 |
|  | 13.  | SSU Politehnica Timișoara | 14 | 26 | 7  | 7 | 12 | 25 | 42 | -17 |
|  | 14.  | Târgu Mureș               | 12 | 26 | 5  | 6 | 15 | 20 | 37 | -17 |

Legenda:
      Ammesse alla poule scudetto
      Ammesse alla poule retrocessione
Note:
Tre punti a vittoria, uno a pareggio, zero a sconfitta.
CFR Cluj e Pandurii 6 punti di penalizzazione, SSU Politehnica Timișoara 14 punti di penalizzazione, Târgu Mureș 9 punti di penalizzazione.
Fonte: http://www.lpf.ro/clasament-liga-1

## Poule scudetto

### Classifica finale
|                    | Pos. | Squadra           | Pt | G  | V | N | P | GF | GS | DR |
| ------------------ | ---- | ----------------- | -- | -- | - | - | - | -- | -- | -- |
| Romania (bandiera) | 1.   | Viitorul Costanza | 44 | 10 | 5 | 3 | 2 | 12 | 8  | +4 |
|                    | 2.   | Steaua Bucarest   | 44 | 10 | 6 | 2 | 2 | 15 | 7  | +8 |
|                    | 3.   | Dinamo Bucarest   | 40 | 10 | 5 | 4 | 1 | 15 | 8  | +7 |
|                    | 4.   | CFR Cluj          | 33 | 10 | 3 | 2 | 5 | 8  | 14 | -6 |
|                    | 5.   | U Craiova         | 31 | 10 | 2 | 3 | 5 | 8  | 14 | -6 |
|                    | 6.   | Astra Giurgiu     | 27 | 10 | 1 | 2 | 7 | 10 | 17 | -7 |

Legenda:
      Campione di Romania e ammessa alla UEFA Champions League 2017-2018
      Ammessa alla UEFA Champions League 2017-2018
      Ammessa alla UEFA Europa League 2017-2018
Note:
Tre punti a vittoria, uno a pareggio, zero a sconfitta.
Il CFR Cluj non ottiene la licenza UEFA.

## Poule retrocessione

### Classifica finale
|  | Pos. | Squadra                   | Pt | G  | V | N | P | GF | GS | DR |
|  | ---- | ------------------------- | -- | -- | - | - | - | -- | -- | -- |
|  | 1.   | FC Politehnica Iași       | 35 | 10 | 5 | 5 | 0 | 12 | 3  | +9 |
|  | 2.   | Gaz Metan Mediaș          | 34 | 10 | 3 | 5 | 2 | 12 | 8  | +4 |
|  | 3.   | Botoșani                  | 30 | 10 | 3 | 5 | 2 | 12 | 7  | +5 |
|  | 4.   | Voluntari                 | 30 | 10 | 4 | 3 | 3 | 13 | 14 | -1 |
|  | 5.   | SSU Politehnica Timișoara | 23 | 11 | 4 | 4 | 3 | 11 | 10 | +1 |
|  | 6.   | Concordia Chiajna         | 23 | 11 | 2 | 4 | 5 | 11 | 14 | -3 |
|  | 7.   | Pandurii                  | 20 | 10 | 2 | 4 | 4 | 9  | 16 | -7 |
|  | 8.   | Târgu Mureș               | 13 | 10 | 1 | 4 | 5 | 3  | 11 | -8 |

Legenda:
 Ammessa allo spareggio promozione-retrocessione
      Retrocesse in Liga II
Note:
Tre punti a vittoria, uno a pareggio, zero a sconfitta.

## Statistiche

### Classifica marcatori
Aggiornata al 13 maggio 2017.
| Gol |  |  | Giocatore        | Squadra                                 |
| --- |  |  | ---------------- | --------------------------------------- |
| 16  |  |  | Azdren Llullaku1 | Gaz Metan Mediaș                        |
| 11  |  |  | Denis Alibec     | Astra Giurgiu (3) Steaua Bucarest (8)   |
| 11  |  |  | Aurelian Chițu   | Viitorul Costanza                       |
| 11  |  |  | Adam Nemec       | Dinamo Bucarest                         |
| 11  |  |  | Cristian Bud     | CFR Cluj                                |
| 10  |  |  | Harlem Gnohéré   | Dinamo Bucarest (5) Steaua Bucarest (5) |
| 10  |  |  | Andrei Cristea   | FC Politehnica Iași                     |
| 10  |  |  | Sergiu Hanca     | Dinamo Bucarest                         |
| 9   |  |  | Fernando Boldrin | Astra Giurgiu (1) Steaua Bucarest (8)   |
| 9   |  |  | Vlad Morar       | Târgu Mureș (4) Viitorul Costanza (5)   |
| 9   |  |  | Andrei Ivan      | U Craiova                               |
| 9   |  |  | Adrian Bălan     | Voluntari                               |
| 9   |  |  | Mircea Axenten2  | Gaz Metan Mediaș                        |

1Trasferitosi all'Astana durante la finestra invernale di calciomercato.

2Trasferitosi all'Al-Faisaly durante la finestra invernale di calciomercato.

## Premi mensili
| Mese      | Giocatore del mese | Giocatore del mese | Nota   |
| Mese      | Giocatore          | Squadra            | Nota   |
| --------- | ------------------ | ------------------ | ------ |
| agosto    | Dorin Rotariu      | Dinamo Bucarest    | [ 30 ] |
| settembre | Cristian Bud       | CFR Cluj           | [ 31 ] |
| ottobre   | Valentin Lazăr     | Dinamo Bucarest    | [ 32 ] |
| novembre  | Liviu Antal        | Pandurii           | [ 33 ] |
| dicembre  | Constantin Budescu | Astra Giurgiu      | [ 34 ] |
| febbraio  | Florinel Coman     | Viitorul Costanza  | [ 35 ] |
| marzo     | Ciprian Deac       | CFR Cluj           | [ 36 ] |
| aprile    | Sergiu Hanca       | Dinamo Bucarest    | [ 37 ] |
| maggio    |                    |                    | [ 38 ] |

## Verdetti finali
- Viitorul Costanza Campione di Romania 2016-2017.
- Viitorul Costanza e Steaua Bucarest qualificati alla UEFA Champions League 2017-2018.
- Dinamo Bucarest, CSU Craiova e Astra Giurgiu qualificati alla UEFA Europa League 2017-2018.
- Pandurii e Târgu Mureș retrocesse in Liga II.